# Cantone di Lugano
Il Cantone di Lugano fu un cantone della Repubblica Elvetica.

## Storia
È stata una circoscrizione amministrativa della Repubblica Elvetica, nella quale vennero riuniti i baliaggi di Lugano, Locarno, Mendrisio e Vallemaggia.
Il cantone aveva un'autonomia molto limitata.
Nel 1798, fu sede del governo provvisorio generale. Alla testa del cantone di Lugano fu nominato dal direttorio elvetico Giacomo Buonvicini, nel 1799 venne sostituito da Francesco Capra e nel 1800 quest'ultimo da Giuseppe Giovanni Battista Franzoni. 
L'atto di Mediazione sancì la soppressione del Cantone di Lugano, che insieme al Cantone di Bellinzona formò il Canton Ticino.